# Hércules Magusano
Hércules Magusano o Hércules Magusanus es una deidad o héroe romano-germánico venerado a principios del primer milenio d. C. en la región del Bajo Rin donde habitaban bátavos, mársacos, ubios, cugernos, betasios y probablemente tungros.

## Nombre

### Testimonio

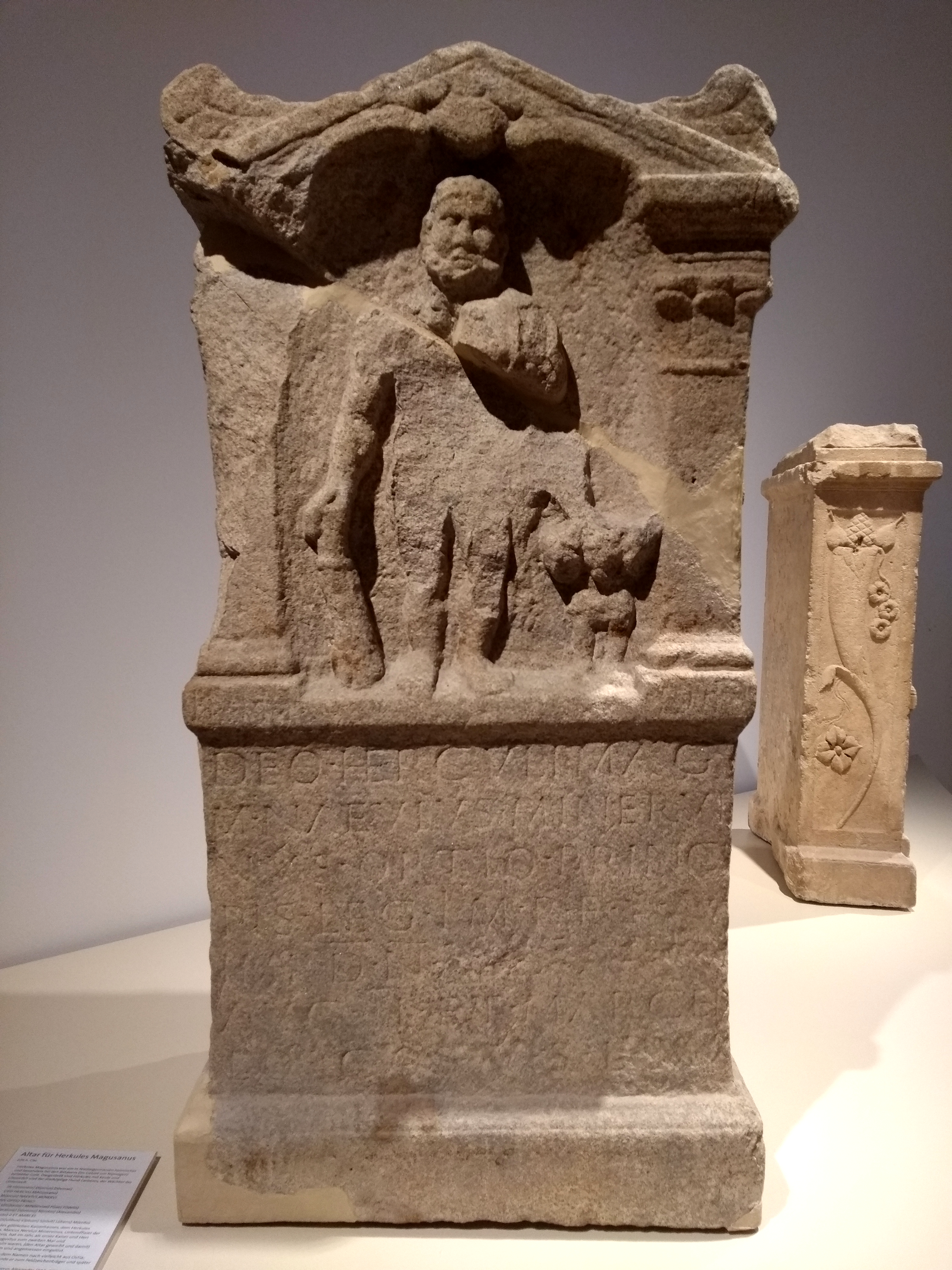
Altar de piedra en honor a Hércules Magusano de Bonn, fechado en 226 d.C.

El nombre aparece en piedras votivas, monedas y brazaletes que se encuentran principalmente en la Germania Inferior, pero también en Roma, Gran Bretaña y Dacia. Aparece como Magusen[us] en una inscripción fechada ca. 100 d. C., encontrado cerca del pueblo de Empel. Un altar en Ruimel (mediados del s. I a. D), el más antiguo que se conoce que está dedicado a Hércules Magusano, muestra el nombre en orden inverso: [M]agusa [n]o Herculi. Además, dos monedas romanas del emperador romano Póstumo acuñadas en Colonia en el 261 d. C., así como cuatro brazaletes en Tongeren, Neuss, Bonn y Colonia también llevan su nombre.

### Etimología
El nombre Hércules Magusanus es un sincretismo entre el héroe divino grecorromano Hércules y la deidad local o héroe Magusanus.
La etimología del nombre sigue siendo objeto de debate. Según Norbert Wagner, puede provenir del nombre protogermánico *Magus-naz ('el que tiene fuerza, el poderoso'; en godo. mahts, Macht alemán). Rudolf Much también ha propuesto compararlo con Novio-magus (ahora Nijmegen), el principal asentamiento de los bátavos, donde parece haber estado ubicado el centro del culto local de Magusanus. En el año 2022 se descubrió un nuevo sitio arqueológico cerca de Herwen-Hemeling. Se trata de un santuario con un templo galo-romano donde la mayoría de los altares estaban dedicados a Hércules Magusanus.
En 1984, Léon Fleuriot propuso una conexión alternativa con el nombre personal galés Mavohe[nos] ('Old Lad', o 'viejo [uno] del sirviente '), del protocelta *magusenos (magus 'muchacho joven; sirviente' + senos 'viejo'). Lauran Toorians señala que, desde este punto de vista, tanto las etimologías celtas como las germánicas son posibles, con el germánico *magus ('niño, sirviente') adjunto a la raíz *sen- ('viejo').

## Origen

### Magusano
Según Lauran Toorians, es probable que los bátavos, que entraron en el delta del Rin-Mosa desde el este después de la derrota de los eburones, fueran "lingüísticamente mixtos, lo que podría significar que habían pasado de hablar celta a hablar germánico en tiempos recientes". Su idioma de élite probablemente fuera el germánico, lo que les llevó a germanizar los nombres de la región que tomaron. Desde este punto de vista, el nombre germánico Magusanus puede haber surgido del celta original *Magusenus sugerido por Fleuriot.
Las primeras dedicatorias a Magusanus se encuentran en territorio bátavo y no están atestiguadas en la región de Renania antes del siglo II d. C., lo que puede sugerir una difusión progresiva del culto de los bátavos a sus vecinos del este. Dado que el Hércules romano generalmente se equiparaba con el Donar/Thor germánico a través de la interpretatio romana, Rudolf Simek ha sugerido que Magusano era originalmente un epíteto adjunto a la deidad protogermánica *Þunraz.

### Sincretismo con Hércules
Se han propuesto varias razones para explicar la popularidad del héroe romano entre los pueblos germánicos del Bajo Rin y su sincretismo con el dios local Magunasus.
Una explicación razonable es que los atributos militares y deportivos tradicionalmente asociados con Hércules, incluido el poder y el coraje masculino, posiblemente coincidían con los asociados con el nativo Magunasus. Esta opinión está respaldada por el número de inscripciones votivas al dios que fueron dedicadas por los soldados, la práctica de dejar las armas en el santuario de Hércules Magusano en Empel, y su papel como la deidad patrona de las bandas de jóvenes guerreros de Batavia. Una segunda razón de su éxito podría haber sido el papel de Hércules como cuidador de ganado, particularmente adaptado a los valores pastoriles de una sociedad del Bajo Rin que se basaba esencialmente en la cría de ganado y caballos. Un tercer argumento puede ser la percepción de Hércules como un puente entre las culturas germánica y romana, siendo visto Hércules como el antepasado mítico de los pueblos "bárbaros" y el primer explorador de la frontera germánica.

## Culto

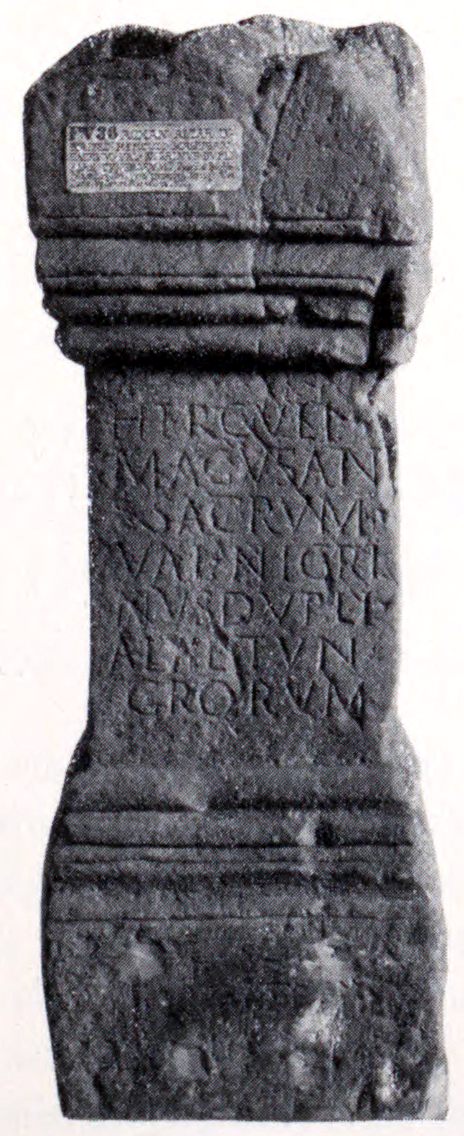
Altar dedicado a Hércules Magusanus encontrado en Escocia, tallado ca. 140-165 d.C.

### Bátavos
El número de inscripciones votivas y un culto asociado con el monumental complejo del templo de Empel, demuestra que Hércules Magusano fue probablemente la deidad principal de la civitas bátava durante el período romano. También puede haber desempeñado un papel como patrón y protector de los iuventus (koryos) de Batavia, los jóvenes guerreros masculinos participaban en un ritual público de iniciación a la edad adulta.
Nico Roymans sostiene que el culto de Hércules Magusano desempeñó un papel destacado en la etnogénesis de los bátavos durante la segunda parte del siglo I a. C..

### Otras tribus del Bajo Rin
El culto de Hércules Magusano debió haber sido marginado como deidad principal de culto público entre los ubios y los cugernos tras la fundación de la Colonia Claudia Ara Agrippinensium y la Colonia Ulpia Traiana en el 50–60 d. C., cuando su papel probablemente fue asumido por el dios romano Marte.

### Fuera del Bajo Rin
También se conocen dedicatorias a Hércules Magusano de Roma, Gran Bretaña o Dacia. En todos los casos, están relacionados con germanos del área del Bajo Rin, la mayoría de ellos sirviendo en el ejército romano o bajo su influencia.
Se encontró un altar a Hércules Magusano cerca de un fuerte romano en Mumrills (Stirlingshire), dedicado por Valerius Nigrinus, un oficial del regimiento de caballería de Tungria.

## Representación
Aunque no se ha conservado ningún mito asociado con Hércules Magusanus, la iconografía es bastante cercana a las imágenes latinas que rodean a Hércules. Por ejemplo, varias estatuillas y estatuas germánicas lo representan con un garrote y una piel de león sobre los hombros, una vez con el perro de tres cabezas Cerbero, haciéndose eco de los mitos extranjeros que involucran al héroe romano.

## Otras lecturas
- Buchholz, Peter (1968). «Perspectives for Historical Research in Germanic Religion». History of Religions 8 (2): 111-138. ISSN 0018-2710. doi:10.1086/462579.
- Genèvrier, Marie-Louise (1986). «Le culte d'Hercule Magusanus en Germanie Inférieure». Collection de l'Institut des Sciences et Techniques de l'Antiquité 329 (1): 371-378.
- Mata, Karim. (2013). Colonial entanglements and cultic heterogeneity on Rome's Germanic frontier. Sidestone Press. Editors: Koutrafouri, Vasiliki G. and Sanders, Jeff, pp. 131–154.

- Datos: Q977188
- Multimedia: Hercules Magusanus / Q977188